# Гетерархія
Гетерархія — це система організації, де елементи організації не ранжовані (неієрархічні), або де вони мають потенціал для ранжування кількома різними способами.  Визначення цього терміну відрізняються в різних дисциплінах: у соціальних та інформаційних науках гетерархії — це мережі елементів, у яких кожен елемент поділяє однакову «горизонтальну» позицію влади та повноважень, кожен з яких відіграє теоретично однакову роль. Однак у біологічній систематиці необхідні ознаки гетерархії включають, наприклад, спільного предка виду з видом в іншій родині, якого він не поділяє з членами своєї власної родини. Теоретично це можливо за принципами «горизонтального переносу генів».
Гетерархія може бути ортогональною до ієрархії, включатися в ієрархію, або може містити інші ієрархії; два види структури не виключають одна одну. Насправді кожен рівень ієрархічної системи складається з потенційно гетерархічної групи.
Концепція гетерархії вперше була використана в сучасному контексті кібернетиком Уорреном Мак Каллохом у 1945 році.  Як резюмувала Керол Л. Крамлі, «він досліджував альтернативну когнітивну структуру (структури), колективну організацію якої він назвав гетерархією. Він продемонстрував, що людський мозок, попри достатню впорядкованість, не організований ієрархічно. Це розуміння революціонізувало нейронні дослідження мозку та розв'язання основних проблем у галузі штучного інтелекту та комп'ютерного дизайну».

## Загальні принципи, операціоналізація та докази
У групі пов'язаних предметів гетерархія — це стан, у якому будь-яка пара предметів, імовірно, пов'язана двома або більше різними способами. У той час як ієрархії сортують групи на дедалі менші категорії та підкатегорії, гетерархії поділяють і об'єднують групи по-різному, відповідно до багатьох інтересів, які виникають або відступають від поля зору відповідно до точки зору. Важливо те, що жоден спосіб поділу гетерархічної системи ніколи не може бути тоталізуючим або всеохоплюючим поглядом на систему, кожен поділ явно частковий, і в багатьох випадках частковий поділ призводить нас, як сприймаючих, до відчуття суперечності, яке запрошує до нового способу поділу речей. (Але, звичайно, наступний погляд є таким же частковим і тимчасовим.) Гетерархія — це назва для цього стану справ, і опис гетерархії зазвичай вимагає амбівалентного мислення, бажання вільно пересуватися між непов'язаними перспективами.
Однак через те, що вимоги до гетерархічної системи сформульовані неточно, визначення гетерархії за допомогою археологічних матеріалів часто може виявитися складним.
У спробі операціоналізувати гетерархії Шенхерр і Допко  використовують концепцію систем винагороди та теорію реляційних моделей. Реляційні моделі визначаються чіткими очікуваннями щодо обміну між індивідами з точки зору рейтингу авторитетів, відповідності рівності, спільності та ринкового ціноутворення. Вони припускають, що розбіжності у виді винагороди, яка використовується для визначення заслуг, і відмінності в заслугах, присвоєних конкретним групам осіб, можуть бути використані як докази гетерархічної структури. Їхнє дослідження демонструє різницю в кількості жінок, яким присвоєно докторські ступені, кількості жінок, які отримують наукові посади в наукових установах із високим статусом, і наукових нагород.
Приклади гетерархічних концептуалізацій включають концепції Жиля Дельоза / Фелікса Гваттарі про детериторіалізацію, ризому та тіло без органів.

## Інформаційні дослідження
Вважається, що гетерархічна структура обробляє більше інформації та робить це ефективніше, ніж ієрархічна структура. Прикладом потенційної ефективності гетерархії може бути швидке зростання гетерархічного проєкту Wikipedia порівняно з невдалим розвитком проєкту Nupedia.  Гетерархія все більше перемагає ієрархію, оскільки складність і швидкість змін зростають.
Інформаційну гетерархію можна визначити як організаційну форму десь між ієрархією та мережею, яка забезпечує горизонтальні зв'язки, які дозволяють різним елементам організації співпрацювати, одночасно оптимізуючи різні критерії успіху. В організаційному контексті цінність гетерархії випливає зі способу, яким вона дозволяє законно оцінювати численні навички, типи знань або стилі роботи без привілеювання одного над іншим. Таким чином, в інформаційній науці гетерархію, відповідальну автономію та ієрархію іноді об'єднують під загальним терміном триархія.
Ця концепція також була застосована в галузі археології, де вона дозволила дослідникам краще зрозуміти соціальну складність. Більше детально це питання розглянуте в роботах Керол Крамлі.
Термін гетерархія використовується в поєднанні з поняттями холонів і голархії для опису окремих систем на кожному рівні голархії.

## Наука про мозок
Гетерархічну мережу можна використовувати для опису нейронних зв'язків або демократії, хоча в обох є явно ієрархічні елементи.

## Соціологія та політична теорія
Антрополог Дмитро Бондаренко підтримує Керол Крамлі в її визначенні гетерархії як «відношення елементів один до одного, коли вони не ранжовані або коли вони мають потенціал для ранжування кількома різними способами», і стверджує, що це не сувора протилежність ієрархії, а скоріше протилежність гомоархії, яка може бути визначена як «відношення елементів один до одного, коли вони мають потенціал для набуття класифікації лише одним способом».
Девід С. Старк (1950-) зробив внесок у розвиток концепції гетерархії в соціології організацій.
Політичні ієрархії та гетерархії — це системи, в яких діями системи керують численні динамічні владні структури. Вони представляють різні типи мережевих структур, які дозволяють різний ступінь підключення. У (деревоподібній) ієрархії кожен вузол підключений щонайбільше до одного батьківського вузла та до нуля чи більше дочірніх вузлів. Однак у гетерархії вузол може бути підключений до будь-якого з оточуючих його вузлів без необхідності проходити або отримувати дозвіл від іншого вузла.
У соціальному плані гетерархія розподіляє привілеї та прийняття рішень між учасниками, тоді як ієрархія призначає більше влади та привілеїв членам «високої» структури. У системній перспективі Гілберт Пробст, Жан-Ів Мерсьє та інші описують гетерархію як гнучкість формальних відносин всередині організації.  Зв'язки домінування та підпорядкування можуть бути змінені, а привілеї можуть бути перерозподілені в кожній ситуації відповідно до потреб системи.
Дослідники також вважають, що персонал вищої освіти працює в гетерархічній структурі. Досліджуючи дискримінацію за ознакою статі в психології, Шенхерр і Допко виявляють розбіжності між кількістю жінок, які отримали докторські ступені, кількістю професорів, які обіймають жінки, і кількістю наукових нагород, наданих жінкам у галузі поведінкових наук та Американською психологічною асоціацією. Вони стверджують, що ці дані підтримують різні системи винагороди, що представляють гетерархії. Далі вони пов'язують поняття гетерархії з сучасними моделями реляційних структур у психології (тобто теорією реляційних моделей). Шенхерр стверджував, що це також відображено в поділах всередині професійної психології, наприклад, між клінічними психологами та експериментальними психологами. Використовуючи історію професійної психології в Канаді та Сполучених Штатах, він наводить цитати з професійних організацій, щоб проілюструвати різні ідентичності та системи винагороди.